# Culex pipiens molestus
O Culex pipens molestus, mais conhecido como o mosquito do metrô de Londres, é uma forma de mosquito do gênero Culex. É encontrado no sistema ferroviário do metrô de Londres, como o próprio nome sugere, mas tem uma distribuição mundial e é muito anterior à existência do metrô de Londres. Foi descrito pela primeira vez como uma espécie distinta dos espécimes egípcios pelo biólogo Pehr Forsskål. Ele nomeou este mosquito Culex molestus devido à sua voraz picada, mas biólogos posteriores o renomearam Culex pipiens f. molesto porque não houve diferenças morfológicas entre ele e Culex pipiens. Notavelmente, esse mosquito atacou londrinos dormindo no metrô durante a Blitz, embora populações semelhantes fossem conhecidas há muito tempo.
Um estudo de 2004 analisando microssatélites de DNA sugeriu que Culex molestus é provavelmente uma espécie distinta de Culex pipiens. No entanto, um artigo mais recente de 2012 argumenta que é mais precisamente "uma variante fisiológica e ecológica de Cx. pipiens "e não deve ser considerada uma espécie distinta.

## Descrição

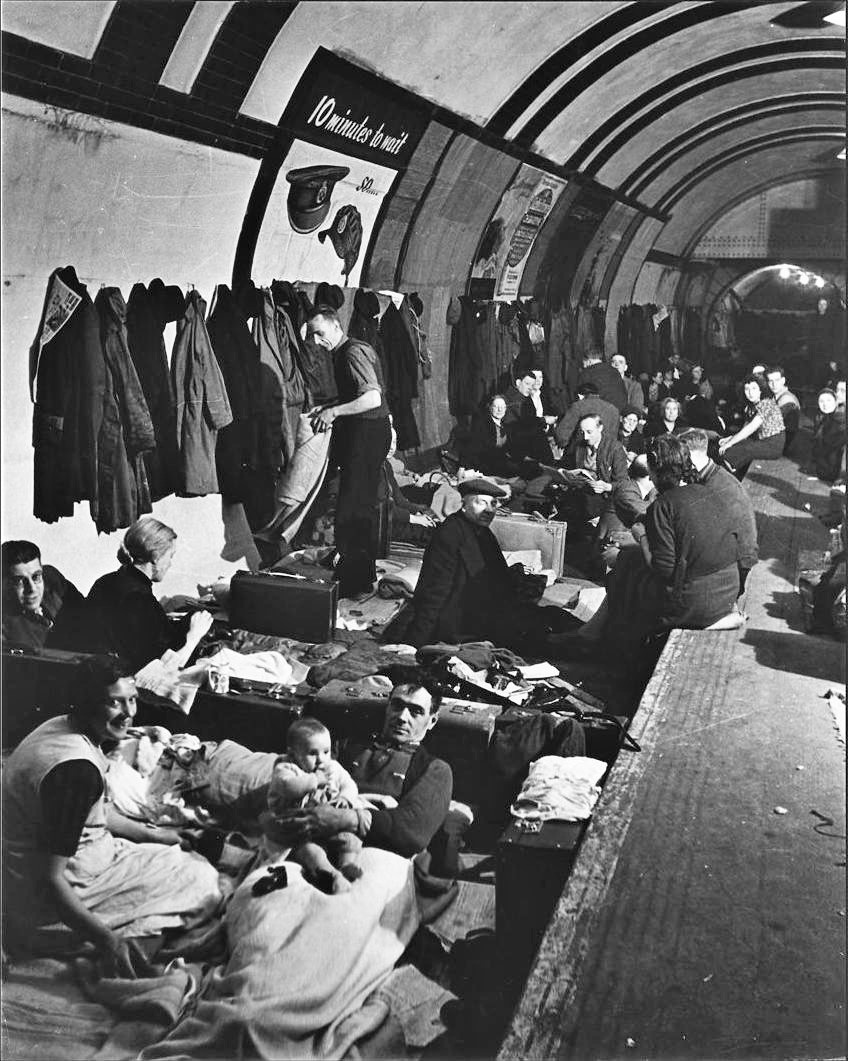
Londrinos que se abrigavam do Blitz em estações de metrô sofreram picadas de mosquito.

Este mosquito, identificado pela primeira vez no Egito no final do século 18, foi encontrado em sistemas subterrâneos em todo o mundo. Alguns autores sugeriram que ele se adaptou a sistemas subterrâneos feitos pelo homem desde o século passado a partir de Culex pipiens acima do solo, mas as evidências mais recentes sugerem que é uma variedade de mosquito do sul relacionada a C. pipiens que se adaptou para os espaços subterrâneos quentes das cidades do norte.
Evidência comportamental para este mosquito ser uma espécie diferente de C. pipiens vem da pesquisa de Kate Byrne e Richard Nichols. As espécies têm comportamentos muito diferentes, são extremamente difíceis de acasalar, e com diferentes frequências alélicas consistentes com a deriva genética durante um evento fundador. Mais especificamente, este mosquito, C. molestus, se reproduz o ano todo, é intolerante ao frio e morde ratos, camundongos e humanos, em contraste com as espécies acima do solo, que são tolerantes ao frio, hibernam no inverno e se alimentam principalmente de aves hospedeiras. Quando as duas variedades foram cruzadas, os ovos eram inférteis, sugerindo isolamento reprodutivo.

## Distribuição
Culex molestus foi observado na América do Norte e do Sul, Europa, Ásia, África e Australásia. Acredita-se que seu país de origem seja o Egito, embora provavelmente tenha se espalhado através do comércio e das passagens coloniais ao longo dos séculos passados.
No verão de 2011, uma invasão de Culex molestus apareceu no Upper West Side em Manhattan, Nova Iorque. O mosquito é conhecido por ser comumente encontrado nos esgotos de Nova York e prosperar durante todo o ano alimentando-se de humanos. Moradores de brownstones mais antigos encontraram os mosquitos entrando em porões e depois através de aberturas de ventilação e outras aberturas em suas casas. O governo da cidade não fez dessa infestação da praga uma prioridade porque eles testaram negativo para o vírus do Nilo Ocidental e por causa do alto custo do controle do mosquito.
Na Austrália, o Culex molestus foi registrado pela primeira vez na década de 1940 e, desde então, se espalhou por todos os estados do sul, causando um incômodo significativo nas áreas urbanas. Ao contrário da maioria dos mosquitos urbanos australianos, o molestus está ativo durante todos os 12 meses do ano. Sua introdução foi provavelmente através de movimentos militares em Melbourne durante a Segunda Guerra Mundial, e estudos genéticos indicaram que sua passagem mais provável foi do leste da Ásia e do Japão. Também foi identificado como um vetor potencial para várias doenças transmitidas pelo sangue australiano, como o vírus Ross River.